# Michigan & Smiley
Michigan & Smiley, es un dúo jamaicano de reggae y dancehall, integrado por Papa Michigan (nacido Anthony Fairclough) y General Smiley (nacido Erroll Bennett).

## Carrera
Grabaron por primera vez en Studio One en Jamaica, grabando su primer sencillo, "Rub a Dub Style", que ofreció su llamada y respuesta vocal de estilo, overdubbed en el Studio One riddim, "Vanity" (el alias instrumentales dadas a clásico Rocksteady Alton Ellis: "Estoy Just A Guy "). Su siguiente sencillo, tal vez un éxito mayor "Nice Up the Dance" fue una versión de estudio llamada "real Rock". Estos sencillos, con cuatro pistas, también versiones de Studio One riddim, fueron lanzados como su primer álbum, Nice Up the Dance. Los nombres de estos dos sencilloss se incorporaron rápidamente al léxico de la fraseología dancehall. Su llamado y el estilo de respuesta fue igualmente influyente en la evolución futura de la música, mezclando estilos sencillos canto y el toasting. En 1982, llamó la atención de Henry "Junjo" Lawes, que registraron su mayor éxito, "Disseases" sobre el "Mad Mad" riddim. Esta canción fue incluida en su segundo LP Downpression,. De allí grabaron un álbum para Channel One Records, Step by Step. El último de sus éxitos fue "Sugar Daddy", en RAS Records, que contó con una nueva versión de "Mad Mad". El dúo continuó grabando y haciendo apariciones en festivales, y publicaron dos discos en solitario.

## Discografía
- Rub a Dub Style (1980) Studio One
- Downpression (1982) Greensleeves
- Live at Reggae Sunsplash (1982) Trojan (con Eek-a-Mouse)
- Sugar Daddy (1983) RAS
- Back in the Biz (1991) VP
- Reality Must Rule Again (1992) VP
- Uptown/Downtown (1995) VP